# 披针叶风毛菊
披针叶风毛菊（学名：Saussurea souliei），为菊科风毛菊属下的一个植物种。